# Aculepeira
Aculepeira es un género de arañas de la familia Araneidae.

## Especies

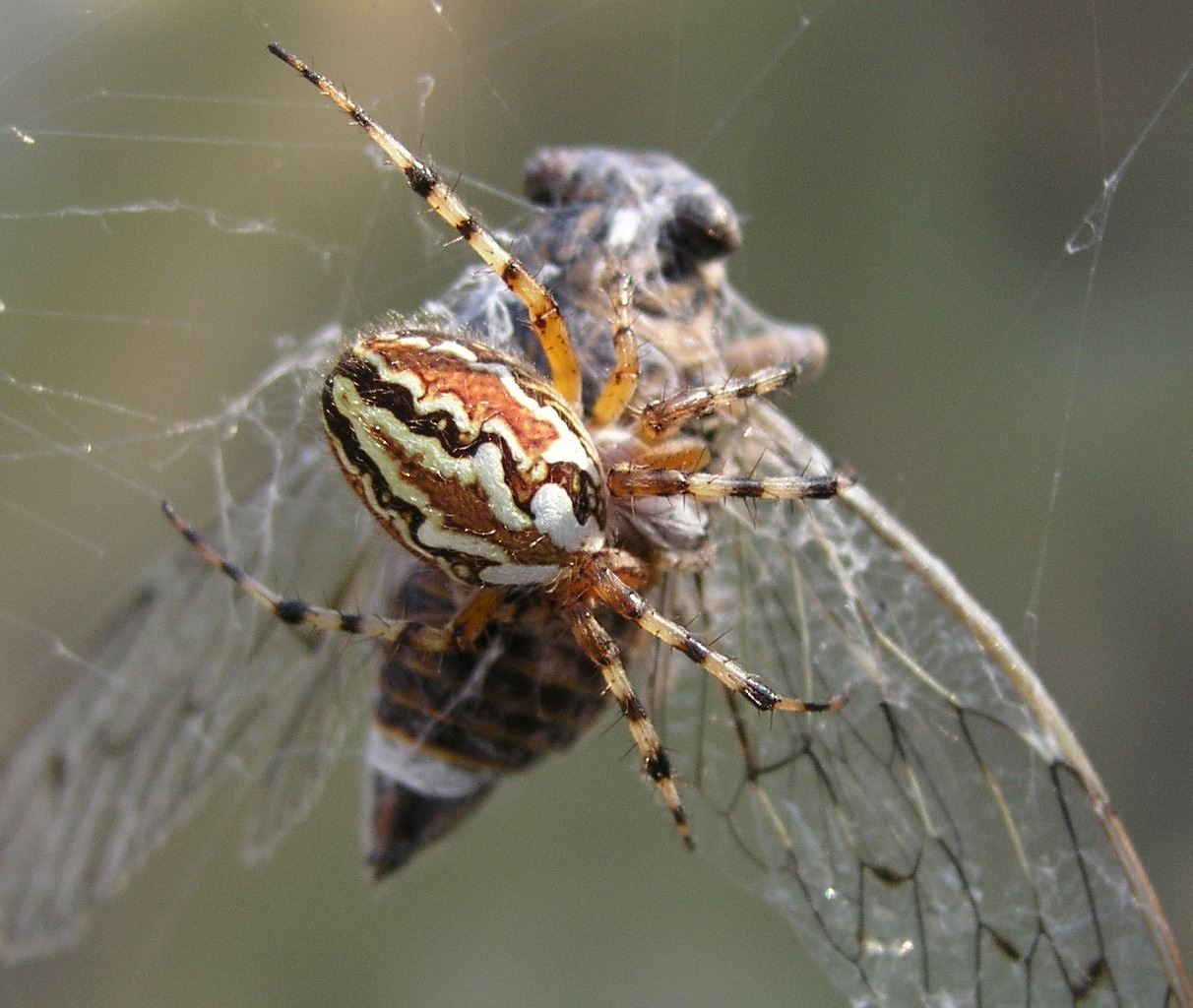
A. armida

- Aculepeira aculifera (O. P.-Cambridge, 1889) — Desde EE. UU. hasta Guatemala
- Aculepeira albovittata (Mello-Leitão, 1941) — , Argentina
- Aculepeira angeloi Álvares, Loyola & De Maria, 2005 — Brasil
- Aculepeira apa Levi, 1991 —
- Aculepeira armida (Audouin, 1826) — Paleártico
  - Aculepeira armida orientalis (Kulczynski, 1901) — Rusia, China
  - Aculepeira armida pumila (Simon, 1929) — Francia
- Aculepeira azul Levi, 1991 — Panamá
- Aculepeira busu Levi, 1991 — La Española
- Aculepeira carbonaria (L. Koch, 1869) — Paleártico
  - Aculepeira carbonaria fulva (Franganillo, 1913) — España
  - Aculepeira carbonaria sinensis (Schenkel, 1953) — China
- Aculepeira carbonarioides (Keyserling, 1892) — EE. UU., Canadá, Alaska, Rusia
- Aculepeira ceropegia (Walckenaer, 1802) — Paleártico
- Aculepeira escazu Levi, 1991 — Costa Rica
- Aculepeira gravabilis (O. P.-Cambridge, 1889) — Desde Honduras hasta Panamá
- Aculepeira lapponica (Holm, 1945) — Suecia, Finlandia, Rusia
- Aculepeira luosangensis Yin et al., 1990 — China
- Aculepeira machu Levi, 1991 — Perú
- Aculepeira matsudae Tanikawa, 1994 — Japón
- Aculepeira packardi (Thorell, 1875) — Norteamérica, Rusia, China, Kazajistán
- Aculepeira taibaishanensis Zhu & Wang, 1995 — China
- Aculepeira talishia (Zawadsky, 1902) — Turquía, Rusia, Georgia, Azerbaiyán
- Aculepeira travassosi (Soares & Camargo, 1948) — Desde México hasta Argentina
- Aculepeira visite Levi, 1991 — La Española
- Aculepeira vittata (Gerschman & Schiapelli, 1948) — Brasil, Paraguay, Argentina